# Кадир Топбаш
Кадир Топбаш (на турски: Kadir Topbaş) е турски архитект, бизнесмен и политик, който е кмет на Истанбул от 2004 до 2017 г.

## Биография
Той е роден на 8 януари 1945 г. в село Алтъпармак на област Юсуфели в провинция Артвин. Кадир Топбаш се премества в Истанбул през 1946 г. със семейството си. Той получава докторска степен по история на архитектурата от Истанбулския университет след образованието си по теология в университета Мармара през 1972 г. и архитектура в университета Мимар Синан през 1974 г. След като работи като проповедник в Одрин, учител и архитект на свободна практика в Истанбул, той служи между 1994 и 1998 г. като съветник на тогавашния кмет на Истанбул Реджеп Тайип Ердоган за реставрацията и декорацията на дворци и други исторически сгради в Истанбул.
Топбаш също е собственик на веригата ресторанти за турска кухня Сарай Мухалебиджиси.

## Политическа кариера
Топбаш влиза в политиката като член на религиозно ориентираната Milli Selamet Partisi (MSP). По-късно Топбаш се кандидатира два пъти за депутат от провинция Артвин в парламента, първо през 1977 г. от MSP и след това през 1987 г. от Refah Partisi (RP) без успех. През 1999 г. той е избран за кмет на район Бейоглу от Fazilet Partisi (FP). На регионалните избори през 2004 г. Кадир Топбаш се кандидатира за поста кмет на Истанбул от Партия на справедливостта и развитието и спечелва на 28 март 2004 г. Той става съпрезидент на Обединени градове и местни власти през ноември 2007 г. и е включен в списъка за наградата Световен кмет за 2008 г. Кадир Топбаш е преизбран за кмет на Истанбул на общите местни избори в Турция през 2009 г., изпреварвайки втория Кемал Кълъчдароглу, настоящ лидер на Републиканската народна партия.
Топбаш е назначен за президент на Съюза на общините на Турция през 2009 г. По време на протестите в парка Гези в средата на 2013 г. той подчертава, че плановете за преустройство на парк Tаксим Гези са формулирани направо от Реджеп Тайип Ердоган, а не от общинските власти. Впоследствие Tопбаш поема ангажимент за по-добър диалог с широката общественост, преди да се случи градско развитие, твърдейки, че „дори няма да променим автобусна спирка, без първо да попитаме местните хора“. Той изглежда се отказва от този ангажимент няколко дни по-късно, като казва, че не трябва да се приема буквално и че ПСР има последната дума. Зетят на Топбаш е арестуван след опита за преврат в Турция през 2016 г. за предполагаеми връзки с движението на Гюлен. Поради това самият Топбаш загубва благоволението на ПСР, но отказва да напусне партията. Той заявява плана си да издълбае отделно място за гробове за войници, участвали в преврата, и да го нарече „гробището за предатели“.
Към края на кметския мандат на Топбаш през 2017 г. той налага вето на пет предложени промени в общинския устройствен план. Въпреки това, ветата са преодоляни от неговите колеги членове на ПСР. Той подава оставка като кмет на Истанбул на 22 септември 2017 г., без да разкрива конкретна политическа причина. Мевлют Уйсал, районен кмет на Башакшехир от 2009 г., е избран за негов наследник от Съвета на Столична община Истанбул на 28 септември.

## Личен живот и смърт
Той е женен и има двама сина и дъщеря.
През ноември 2020 г. Топбаш е хоспитализиран заради COVID-19 по време на коронавирусната пандемия в Турция. Той умира на 13 февруари 2021 г. поради полиорганна недостатъчност след лечение на COVID-19.